# Albane Valenzuela
Albane Valenzuela (* 17. Dezember 1997 in New York City, New York) ist eine professionelle Schweizer Golferin. Sie spielt seit 2020 auf professioneller Ebene Golf in der LPGA Tour und hat sich 2016 und 2020 für die olympischen Golfturniere qualifiziert. Sie ist die erste Schweizer Amateurin, die sich für die LPGA qualifizierte.

## Leben
Albane Valenzuela wurde als Tochter eines Mexikaners und einer Französin in New York City geboren. Seit sie 14 Jahre alt ist, besitzt sie den Schweizer Pass. Sie hat einen jüngeren Bruder, Alexis, der sie auf Turnieren als Caddie begleitet. Die Familie hat einige Jahre in Genf gelebt. Aktuell wohnt Valenzuela auf den Bahamas.
Die Sportlerin hat ihre ersten Golfanfänge im Alter von drei Jahren gemacht. Sie begann als Amateurspielerin. Valenzuela spielte als College-Golferin an der Stanford University, wo sie einen Sieg erlangte. Im Alter von 18 Jahren schaffte sie die Qualifikation für die Olympischen Spiele 2016 in Rio de Janeiro. Sie erreichte den 21. Rang. Sie gewann ausserdem den European Golf Association Order of Merit im Jahr 2018. Ein Jahr später wurde sie zur Pac-12-Golferin des Jahres 2019 ernannt. Valenzuela belegte bei den NCAA Championships 2019 den sechsten Platz. Ihr höchstes Ranking im World Amateur Golf war der zweite Platz. Diesen erreichte sie 2017 und 2019. Bei der Evian Championship 2019 wurde sie als beste Amateurin ausgezeichnet.

## Erfolge als Profi
Ende 2019 gelang Valenzuela der Schritt zum Profi, nachdem sie ihre LPGA-Tour-Karte durch einen sechsten Platz bei der Q-Series im November 2019 erhalten hatte. Sie vertrat die Schweiz bei den Olympischen Spielen 2020 in Tokio, wo sie den 18. Rang belegte. 2021 belegte sie in Ocala, Florida, an einem Turnier der LPGA-Tour den fünften Platz. Auf dem Seaview Golf Club in New Jersey erzielte Valenzuela im Juni 2022 einen geteilten vierten Rang, ihr bisher bestes Resultat auf der LPGA Tour.